# Museum of Bad Art
Das Museum of Bad Art (MOBA) ist ein privates Museum in Somerville, Massachusetts (USA) und eines in Brookline, Massachusetts. Es präsentiert „die Werke von Künstlern, die sonst nicht gezeigt und geschätzt werden.“ Der Festbestand beinhaltet 500 Werke, die „zu schlecht sind, um sie zu ignorieren“. Jeweils ausgestellt werden 25 bis 35 Werke.

## Geschichte
Das MOBA wurde im Herbst 1993 gegründet. Nachdem Antiquitätenhändler Scott Wilson seinen Freunden ein im Müll gefundenes Bild (Lucy in the Field with Flowers) gezeigt hatte, hielt er mit diesen nach weiterer schlechter Kunst Ausschau. Als Wilson ein weiteres Stück erwarb, beschlossen er und Reilly, eine Sammlung zu eröffnen. Reilly und seine Frau, Marie Jackson, luden bei sich im Keller zu einer Feier ein, bei der sie einige Werke präsentierten. Auch heute noch nennen sie diese Feier „Die Eröffnung des Museum of Bad Art“. Aufgrund des einsetzenden Publikumszuspruchs wurde für die Präsentation der Bilder ein eigener Ausstellungsraum im Keller eines Theaters in Dedham bezogen.
Eine zweite Galerie wurde im Jahre 2008 im Somerville Theatre auf dem Davis Square in Somerville, Massachusetts, eröffnet. Obwohl die ursprüngliche Galerie kostenlos und für die Öffentlichkeit zugänglich ist, ist der Besuch der zweiten Galerie nur für Besucher des Theaters kostenfrei. Werke aus dem MOBA wurden auch in Museen von Virginia, Ottawa (Kanada) und New York ausgestellt.

## Anforderungen an die Werke
Die Werke, die in die Sammlung des MOBA aufgenommen werden, müssen eine ernsthafte Absicht und zugleich einen markanten Schönheitsfehler haben, ohne gleich langweilig zu wirken. Es besteht kein Interesse daran, bewusst Kitsch zu präsentieren.
Unter dem Motto Kunst, die zu schlecht ist, um sie zu ignorieren nimmt das MOBA nur einen Bruchteil der angebotenen Werke in seine Sammlung auf. Ein Mangel an künstlerischen Fähigkeiten stellt nicht automatisch sicher, dass das Werk akzeptiert wird. Die Kunst muss eine Oh mein Gott-Qualität besitzen. Ein wichtiges Kriterium für die Aufnahme ist es, dass das Gemälde oder die Skulptur nicht langweilig ist. An kommerziellen Arbeiten ist das Museum nicht interessiert. Es werden keine Gemälde von Kindern in die Sammlung aufgenommen.

## Rezeption
Dem MOBA wurde vorgeworfen, gegen Kunst zu sein und Werke, die einen ernsthaften Hintergrund haben, zu verspotten. Allerdings besteht Gründer Scott Wilson darauf, dass die Aufnahme eines Werks in seine Sammlung eine Ehrung des künstlerischen Enthusiasmus ist.

## Diebstähle
Der Diebstahl zweier Werke zog die mediale Aufmerksamkeit auf das MOBA. 1996 verschwand das Gemälde Eileen von R. Angelo Le, das Wilson mit einem Riss in der Leinwand aus einem Papierkorb erworben hatte. Das Museum setzte eine Belohnung von $6.50 aus, welche später durch Spender auf $36.73 erhöht wurde. 2006 wurde das Gemälde zurückgegeben.
Aufgrund des Diebstahls hat das MOBA eine gefälschte Videokamera mit dem Hinweis „Achtung. Diese Galerie ist durch eine gefälschte Sicherheitskamera geschützt“ angebracht.

## Beispiele aus der Sammlung
Jedes Gemälde und jede Skulptur des MOBA wird durch eine kurze Beschreibung des Mediums, der Größe und des Namens des Künstlers, wie auch die Geschichte des Erwerbs und eine Analyse der möglichen künstlerischen Intention gekennzeichnet.